# Niedersächsisches Landesarchiv
| Dienstgebäude Hannover                                                                  |
| --------------------------------------------------------------------------------------- |
| Archivgebäude von 1713 in Hannover, Hauptsitz des Niedersächsischen Landesarchivs       |
|                                                                                         |
| Abteilungen und Anschriften                                                             |
| Niedersächsisches Landesarchiv Am Archiv 1 30169 Hannover                               |
| Niedersächsisches Landesarchiv – Abteilung Aurich – Oldersumer Straße 50 26603 Aurich   |
| Niedersächsisches Landesarchiv – Abteilung Bückeburg – Schlossplatz 2 31675 Bückeburg   |
| Niedersächsisches Landesarchiv – Abteilung Hannover – Am Archiv 1 30169 Hannover        |
| Niedersächsisches Landesarchiv – Abteilung Oldenburg – Damm 43 26135 Oldenburg          |
| Niedersächsisches Landesarchiv – Abteilung Osnabrück – Schloßstraße 29 49074 Osnabrück  |
| Niedersächsisches Landesarchiv – Abteilung Stade – Am Staatsarchiv 1 21680 Stade        |
| Niedersächsisches Landesarchiv – Abteilung Wolfenbüttel – Forstweg 2 38302 Wolfenbüttel |
| Niedersächsisches Landesarchiv – Zentrale Dienste – Am Archiv 1 30169 Hannover          |

Das Niedersächsische Landesarchiv (NLA)  verwahrt die historischen Überlieferungen des Landes Niedersachsen und die der Vorgängerterritorien seit dem Mittelalter. Die Landesoberbehörde mit Hauptsitz in Hannover ist der Niedersächsischen Staatskanzlei unterstellt.
Das Landesarchiv mit Hauptsitz in Hannover unterhält insgesamt acht Abteilungen, zwei davon in Hannover sowie in Aurich, Bückeburg, Oldenburg, Osnabrück, Stade und Wolfenbüttel. Eine Nebenstelle der Abteilung Hannover ist das Bergarchiv Clausthal in Clausthal-Zellerfeld. 
Das denkmalgeschützte Gebäude des Niedersächsischen Landesarchivs in der Calenberger Neustadt in Hannover ist zugleich Sitz der Historischen Kommission für Niedersachsen und Bremen.

## Gründung
Das Niedersächsische Landesarchiv wurde am 1. Januar 2005 als eine für das gesamte Gebiet von Niedersachsen zuständige Landesoberbehörde gegründet. Sie entstand durch die Fusion der sieben niedersächsischen Staatsarchive (Aurich, Bückeburg, Hannover, Oldenburg, Osnabrück, Stade, Wolfenbüttel), die bis dahin selbständige Behörden waren. Diese behielten zunächst ihre traditionsreiche Bezeichnung als „Staatsarchiv“, seit Einführung einer neuen Geschäftsordnung im Oktober 2013 wurden sie als „Standorte“ bezeichnet. Mit Inkrafttreten einer weiteren neuen Geschäftsordnung am 15. Mai 2019 wurde die Bezeichnung „Standort“ durch „Abteilung“ ersetzt; gleichzeitig wurden in den Standort Hannover auch die Zentralen Dienste des NLA integriert. Seit 2019 sind die Zentralen Dienste eine eigene Abteilung.

## Leitung
Das Niedersächsische Landesarchiv wird von einem Präsidenten bzw. einer Präsidentin geleitet. Dies waren seit 2005:
- 2005–2014 Bernd Kappelhoff
- 2014–2018 Christine van den Heuvel
- seit 2018 Sabine Graf

## Allgemeines
Die Behörde hat 190 Mitarbeiter (Stand 2009). Rechtsgrundlagen für die Aufgabenerfüllung sowie die Benutzung des Landesarchivs ist das Niedersächsische Archivgesetz (NArchG) vom 25. Mai 1993. In bestimmten Einzelfällen kommt auch das Bundesarchivgesetz (BArchG) zur Anwendung. Darüber hinaus bestehen weitere Verwaltungsvorschriften, die die Benutzung und die Entgelte regeln.

## Aufgaben und Bestand
Das Landesarchiv bewahrt die archivwürdigen Unterlagen des Landes Niedersachsen sowie seiner Rechts- und Funktionsvorgänger dauerhaft auf. Die Behörde ist ebenso zuständig für die archivische Bewertung des Schriftguts in den Dienststellen des Landes Niedersachsen, das im laufenden Geschäftsbetrieb nicht mehr benötigt wird.
Auch für das alte Schriftgut von in Niedersachsen ansässigen Bundesdienststellen ist das Landesarchiv zuständig. Weitere wesentliche Aufgaben des Archivs sind die Verwahrung, Erschließung und Nutzbarmachung, Restaurierung, Konservierung und Auswertung der ausgesonderten Unterlagen. 
Die Abteilungen des Landesarchivs mit ihren Außenstellen beherbergen zusammen mehr als 98 Regalkilometer Archivgut (Akten, Amtsbücher, Urkunden, Karten, Pläne, Fotografien, Plakate, Filme sowie digitale Unterlagen) vom 9. bis zum 21. Jahrhundert. Darunter befinden sich historische Dokumente von Fürsten, Herzögen, Grafen und Bischöfen. Bei Archivgut handelt es sich stets um unikate Überlieferung.
In der Abteilung Hannover lagern 40 Regalkilometer Akten, darunter etwa 40.000 Urkunden, 14.000 Fotografien und 67.000 Karten. Die Bibliothek umfasst rund 85.000 Bände. Der Bestand erstreckt sich auf weite Gebiete des heutigen Niedersachsens. Dazu gehören Bereiche des Königreichs Hannovers und Kurfürstentums Hannover sowie der Raum zwischen Weser, Elbe und Harz.
Das Niedersächsische Landesarchiv gibt jährlich das NLA Magazin sowie gemeinsam mit dem Verband der Archivarinnen und Archivare in Niedersachsen und Bremen die Fachzeitschrift Archiv-Nachrichten Niedersachsen heraus. Es führt außerdem die eigenen archivfachlichen Reihen Kleine Schriften des Niedersächsischen Landesarchivs sowie Veröffentlichungen des Niedersächsischen Landesarchivs. Seit 2024 betreibt es den Podcast Neu und entstaubt.

## Abteilungen

### Abteilung Zentrale Dienste
Die Abteilung Zentrale Dienste ist zuständig für die Betreuung aller archivfachlichen Grundsatzfragen und als Dienstleister für alle Abteilungen für alle Haushalts- und Personalangelegenheiten, den gesamten IT-Einsatz einschließlich des Aufbaus und des Betriebs eines digitalen Archivs, die Öffentlichkeitsarbeit, soweit diese nicht regional wahrgenommen wird und das Controlling.
Die Abteilung Zentrale Dienste nimmt zudem die Leitung und fachliche Verantwortung für die Zentrale Werkstatt wahr, die in Bückeburg und Pattensen die Restaurierung, die Entsäuerung (intern und extern), die Erstellung von Schutzmedien und großformatigen Reproduktionen für Benutzer sowie im Auftrag des Bundes die Sicherungsverfilmung für alle Archive des Landes Niedersachsen durchführt.
Zur Abteilung Zentrale Dienste gehört die Zentrale Werkstatt des Niedersächsischen Landesarchivs mit Sitz in Bückeburg und Pattensen, in der sich die Massenrestaurierung von Archivgut des Landesarchivs konzentriert. Ende der 1980er Jahre wurde im Staatsarchiv Bückeburg das Bückeburger Verfahren zur massenhaften Einzelblattentsäuerung von Archivgut entwickelt, das heute nicht nur in der Zentralen Werkstatt, sondern deutschland- und europaweit Anwendung findet. In der Zentralen Werkstatt wird ferner im Auftrag des Bundes für alle Archive in den Ländern Niedersachsen und Bremen die Sicherungsverfilmung des wichtigsten Archivgutes im Rahmen des Kulturgutschutzes durchgeführt. Die Sicherungsfilme werden in den Barbarastollen eingelagert.

### Abteilung Aurich
Die Abteilung Aurich ist zuständig für die staatlichen Behörden und Gerichte und deren Rechts- und Funktionsvorgänger im historischen Territorium Ostfriesland. Das 1464 zur Reichsgrafschaft erhobene Ostfriesland fiel nach dem Aussterben seines angestammten Regierungshauses 1744 an Preußen, wurde 1815 Teil des Königreichs Hannover und gelangte 1866 zusammen mit diesem erneut an Preußen. Die räumliche Zuständigkeit der Abteilung erstreckt sich seit jeher auf dieses Gebiet, das bis 1978 dem in der damaligen Verwaltungs- und Gebietsreform aufgelösten Regierungsbezirk Aurich entsprach und heute durch die kommunalen Gebietskörperschaften Stadt Emden sowie die Landkreise Aurich, Leer und Wittmund zu definieren ist.

### Abteilung Bückeburg
Die Abteilung Bückeburg ist zuständig für die staatlichen Behörden und Gerichte und deren Rechts- und Funktionsvorgänger im Landkreis Schaumburg. In diesem Landkreis sind 1977 wesentliche Teile der 1647 geteilten alten Grafschaft Schaumburg wieder zusammengeführt worden, die zwischenzeitlich als Grafschaft/Fürstentum, Freistaat, Land und Kreis Schaumburg-Lippe bzw. als hessische Provinz und Kreis Grafschaft Schaumburg ihre jeweils eigene Geschichte durchlebt hatten.
In der Abteilung Bückeburg wurde bis zum 30. September 2013 im Auftrag des Bundes für alle Archive in den Ländern Niedersachsen und Bremen die Sicherungsverfilmung des wichtigsten Archivgutes im Rahmen des Kulturgutschutzes durchgeführt. Zudem war hier die Massenrestaurierung von Archivgut des Landesarchivs konzentriert. In Bückeburg wurde seit Ende der 1980er Jahre das Bückeburger Verfahren zur massenhaften Einzelblattentsäuerung von Archivgut entwickelt und findet heute deutschland- und europaweit Anwendung. Seit dem 1. Oktober 2013 war die in Bückeburg befindliche Zentrale Werkstatt des Niedersächsischen Landesarchivs dem Standort Hannover zugeordnet; sie ist jetzt Teil der in Hannover ansässigen Abteilung Zentrale Dienste.

### Abteilung Hannover

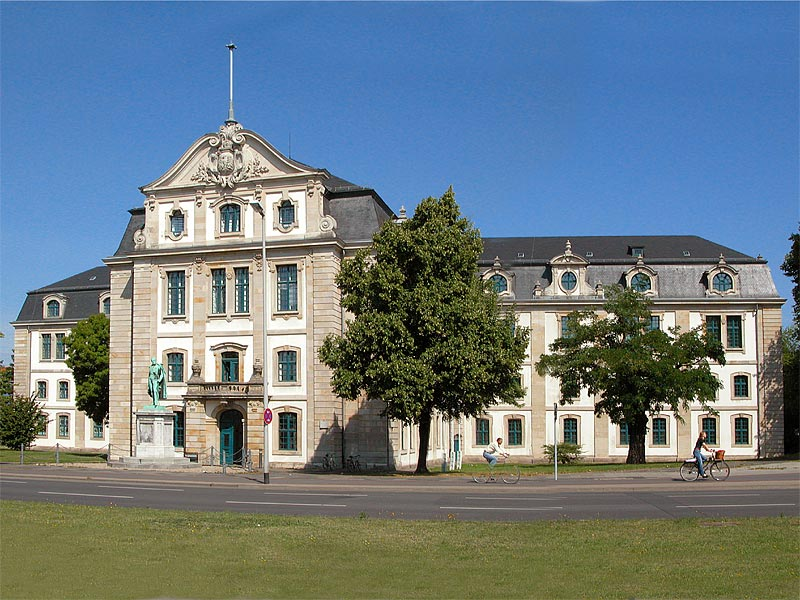
Das Archivgebäude in Hannover

#### Geschichte
Das denkmalgeschützte Gebäude des Niedersächsischen Landesarchivs in Hannover wurde zwischen 1713 und 1721 auf der Grundlage eines Vorentwurfs von Louis Remy de la Fosse am Rande der Calenberger Neustadt errichtet. Es war in Deutschland das erste Gebäude, das ausschließlich für Archiv- und Bibliothekszwecke erbaut wurde. Ursprünglich wurde darin Archivgut der Fürstentümer Calenberg und Lüneburg eingelagert, die 1705 vereinigt wurden. Im Gebäude war auch die Hofbibliothek untergebracht. Mit dem Aufgehen des Königreichs Hannover in Preußen wurde das Archiv 1871 zum Preußischen Staatsarchiv Hannover. Bei den Luftangriffen auf Hannover während des Zweiten Weltkrieges kam es 1943 zu großen Zerstörungen am Gebäude. Ebenso kam es durch das Hochwasser der Leine 1946 zu Verlusten an Archivgut. 1946 wurde das Archiv zum Hauptstaatsarchiv für das Land Niedersachsen, 2005 zum Hauptsitz des neugegründeten Niedersächsischen Landesarchivs. Vor dem Gebäudeeingang befindet sich eine Bronzestatue von Carl von Alten.

#### Aufgaben

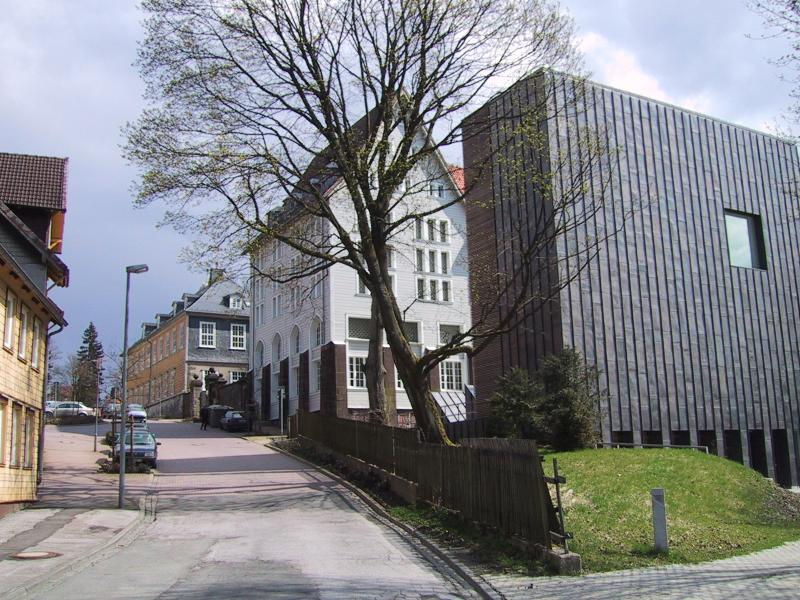
Bergarchiv Clausthal

Die Abteilung Hannover des Niedersächsischen Landesarchivs ist niedersachsenweit zuständig für die obersten Landesbehörden und die zentralen Fachbehörden. Ebenso zählen dazu alle übrigen Dienststellen der Landesverwaltung und Gerichte mit Sitz im ehemaligen Regierungsbezirk Hannover in den Grenzen von 1978 (mit Ausnahme des Landkreises Schaumburg). Vorher war der regionale Sprengel des Hauptstaatsarchivs erheblich größer: er umfasste die drei alten Regierungsbezirke Hannover, Hildesheim und Lüneburg, die aus den welfischen Fürstentümern Calenberg (mit Göttingen und Grubenhagen) und Lüneburg sowie dem Hochstift Hildesheim bzw. aus den Landdrosteibezirken Hannover, Hildesheim und Lüneburg sowie der Berghauptmannschaft Clausthal des Königreichs Hannover hervorgegangen waren. Für diese Gebiete wird die gesamte schriftliche Überlieferung aus der staatlichen Verwaltung und Justiz im Landesarchiv verwahrt. Zu den namhaften Archivalen gehören als Depositum das Archiv des ehemaligen Königshauses der Welfen, die Akten der Deutschen Kanzlei in London sowie das Originaldokument des Act of Settlement.
Die von 1978 an entstandene archivwürdige Überlieferung der staatlichen Behörden und Gerichte in den inzwischen ebenfalls aufgelösten Regierungsbezirken Lüneburg und Braunschweig gehört zu den Abteilungen Stade und Wolfenbüttel.
Zur Abteilung Hannover gehört das 1972 fertiggestellte Magazin in Pattensen, wo ebenfalls Benutzungsmöglichkeiten bestehen.
Eine Außenstelle der Abteilung Hannover ist das Bergarchiv Clausthal, das in Kooperation mit der Dienststelle Clausthal des Landesamtes für Bergbau, Energie und Geologie (LBEG) betrieben wird. Im Bergarchiv befindet sich das im ehemaligen Oberbergamt Clausthal bzw. in seinen Vorgängerbehörden seit dem 16. Jahrhundert entstandene Archivgut aus der Harzer Bergbauverwaltung, die bis ins spätere 19. Jahrhundert für das Gebiet des Harzes auch allgemeine Verwaltungsaufgaben der staatlichen Mittelinstanz wahrnahm. Weiterhin gibt es hier Akten von fiskalischen Bergbaubetrieben, die nach deren Auflösung oder Verkauf an die Clausthaler Bergbehörde abgegeben worden sind.

### Abteilung Oldenburg

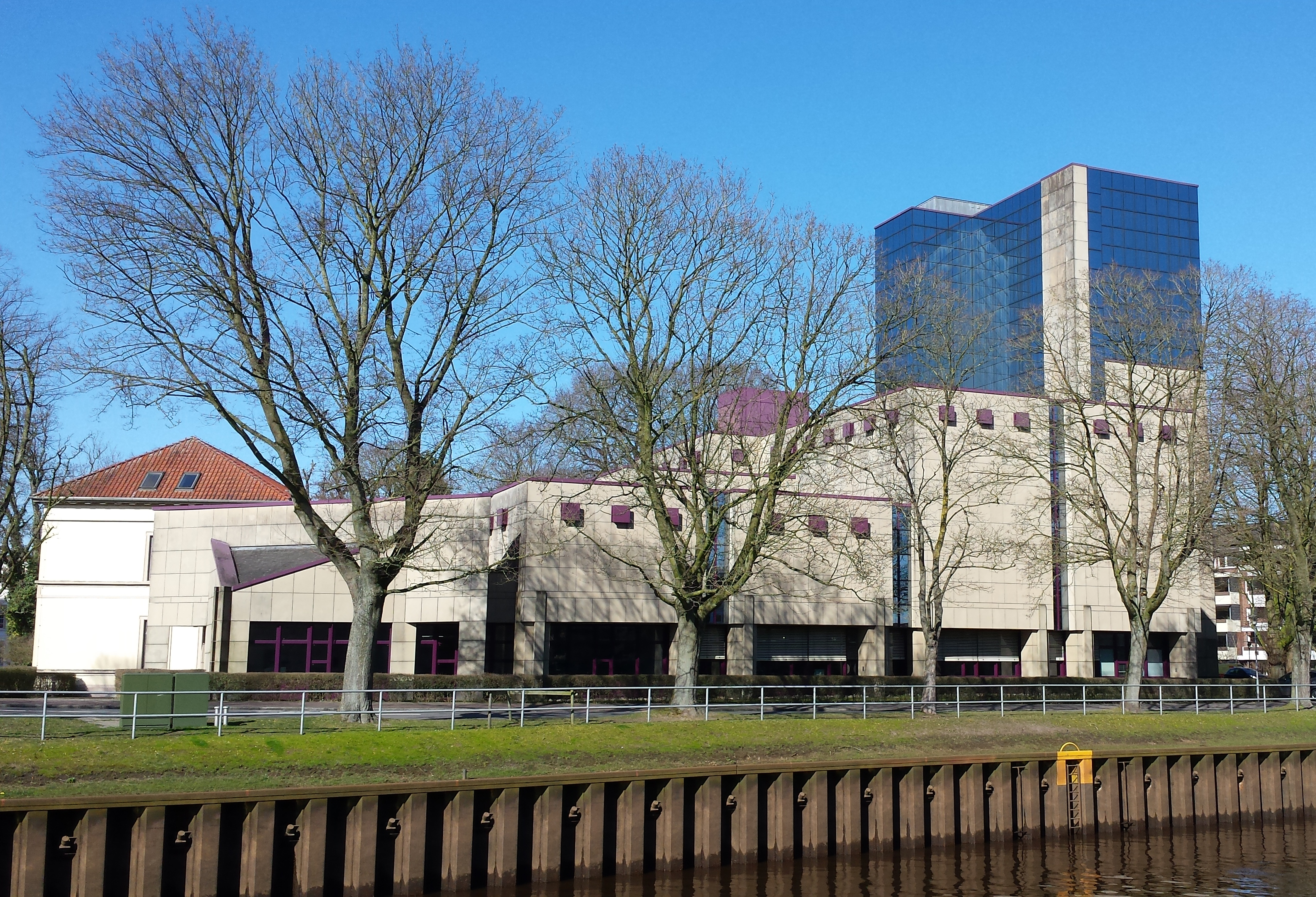
Standort Oldenburg

Die Abteilung Oldenburg ist zuständig für die staatlichen Behörden und Gerichte und deren Rechts- und Funktionsvorgänger im Bereich der Landkreise Ammerland, Cloppenburg, Friesland, Oldenburg, Wesermarsch und Vechta sowie in den kreisfreien Städten Delmenhorst, Oldenburg und Wilhelmshaven. Dieses Gebiet entspricht bis 1667 der alten Grafschaft Oldenburg und der Herrschaft Jever, von 1667 bis 1773 der Grafschaft Oldenburg in der dänischen Epoche, von 1773 bis 1918 dem Herzogtum bzw. Großherzogtum Oldenburg, von 1918 bis 1946 dem Freistaat bzw. Land Oldenburg und nach dessen Integration in das Land Niedersachsen von 1946 bis 1978 dem Verwaltungsbezirk Oldenburg.

### Abteilung Osnabrück
Die Abteilung Osnabrück ist zuständig für die staatlichen Behörden und Gerichte und deren Rechts- und Funktionsvorgänger in der kreisfreien Stadt Osnabrück sowie in den Landkreisen Osnabrück, Emsland und Grafschaft Bentheim. Dieses Gebiet entspricht von 1885 bis 1978 dem Regierungsbezirk bzw. von 1823 bis 1885 dem Landdrosteibezirk Osnabrück. Dieser lässt sich im Wesentlichen auf die vier alten Gebietsteile Hochstift Osnabrück, Grafschaft Bentheim, Niedergrafschaft Lingen und Niederstift Münster (= Amt Arenberg/Meppen) zurückführen.

### Abteilung Stade
Die Abteilung Stade ist zuständig für die staatlichen Behörden und Gerichte und deren Rechts- und Funktionsvorgänger im Gebiet des 1978 gebildeten neuen Regierungsbezirks Lüneburg, in dem der alte Regierungsbezirk Stade und nahezu der gesamte Regierungsbezirk Lüneburg aufgegangen waren. Auch nach der Auflösung aller niedersächsischen Regierungsbezirke zum Jahresende 2004 umfasste der Zuständigkeitsbereich dieses Standorts weiterhin die Landkreise Celle, Cuxhaven, Harburg, Lüchow-Dannenberg, Lüneburg, Osterholz, Rotenburg (Wümme), Heidekreis, Stade, Uelzen und Verden. Bis zur Verwaltungs- und Gebietsreform vom 1. Februar 1978 war das Staatsarchiv Stade dagegen nur zuständig für den Regierungsbezirk Stade, dessen Grenzen sich über den Landdrosteibezirk Stade auf die weltlichen Herzogtümer bzw. auf die mittelalterlichen geistlichen Fürstentümer (Hochstifte) Bremen und Verden sowie das 1731 vom Kurfürstentum Hannover erworbene Land Hadeln zurückführen lassen. Das bis 1978 geschlossene archivwürdige Schriftgut aus dem Altbezirk Lüneburg gelangt weiterhin in den vorher dafür zuständigen Standort Hannover.

### Abteilung Wolfenbüttel

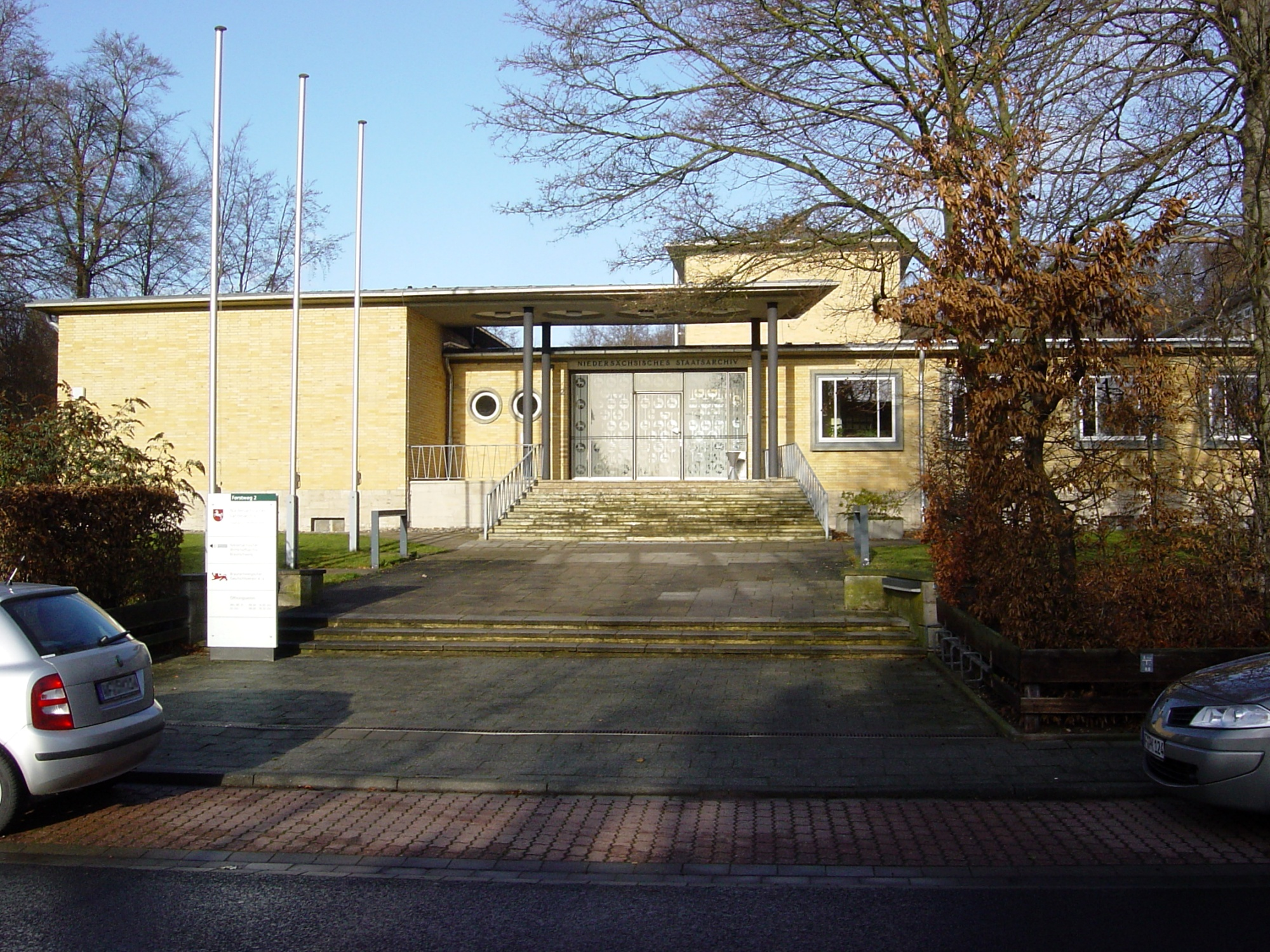
Standort Wolfenbüttel

Die Abteilung Wolfenbüttel ist zuständig für die staatlichen Behörden und Gerichte und deren Rechts- und Funktionsvorgänger im Gebiet des bis 1946 selbständigen Landes Braunschweig (Fürstentum Wolfenbüttel, Herzogtum bzw. Freistaat Braunschweig), das seit dessen Integration in das Land Niedersachsen bis 1978 mit dem Verwaltungsbezirk Braunschweig identisch war. Es handelt sich um die kreisfreien Städte Braunschweig und Salzgitter, die Landkreise Goslar (seit 1941), Helmstedt (bis 1945 mit Exklave Calvörde), Holzminden (bis 1941) und Wolfenbüttel sowie die zwischen 1972 und 1977 aufgelösten Landkreise Braunschweig (mit Exklave Thedinghausen), Gandersheim und Blankenburg. Das Gebiet des letztgenannten gehörte wegen der Teilung Deutschlands allerdings zum größten Teil zur DDR. Durch die Verwaltungs- und Gebietsreform von 1978 erhielt der nunmehrige Regierungsbezirk Braunschweig mit der Angliederung der Landkreise Gifhorn, Peine, Northeim, Göttingen, Osterode und der Stadt Wolfsburg erheblichen Zuwachs. Auch nach Auflösung aller niedersächsischen Regierungsbezirke zum Jahresende 2004 ist der Zuständigkeitsbereich Die Abteilung Wolfenbüttel unverändert geblieben. Das bis 1978 geschlossene archivwürdige Schriftgut aus dem Altbezirk Hildesheim gelangt weiterhin in die vorher dafür zuständige Abteilung Hannover.
Die Abteilung Wolfenbüttel ist außerdem Sitz der Stiftung Niedersächsisches Wirtschaftsarchiv Braunschweig.

## Veröffentlichungen
- Hermann Kleinau: Geschichte des Niedersächsischen Staatsarchivs in Wolfenbüttel (= Veröffentlichungen der Niedersächsischen Archivverwaltung, Band 1), Göttingen 1953.
- Erich Weise: Geschichte des niedersächsischen Staatsarchivs in Stade nebst Übersicht seiner Bestände (= Veröffentlichungen der Niedersächsischen Archivverwaltung, Band 18), Göttingen 1964.
- Carl Haase, Walter Deeters (Bearb.): Übersicht über die Bestände des Niedersächsischen Staatsarchivs in Hannover. Band 1: Urkunden und Akten der Fürstentümer Calenberg und Lüneburg (Celle) und des Fürstbistums Hildesheim (= Veröffentlichungen der Niedersächsischen Archivverwaltung, Band 19), Göttingen 1965.
- Ernst Pitz (Bearb.): Übersicht über die Bestände des Niedersächsischen Staatsarchivs in Hannover. Band 2 [Zentralbehörden und zentrale Fachbehörden des Kurfürstentums und Königreichs und der Provinz Hannover] (= Veröffentlichungen der Niedersächsischen Archivverwaltung, Band 25), Göttingen 1968.
- Hans-Joachim Behr, Heinz-Günther Borck, Herbert Budde, Werner Delbanco, Theodor Penners und Horst-Rüdiger Jarck (Bearb.): Übersicht über die Bestände des Niedersächsischen Staatsarchivs in Osnabrück (= Veröffentlichungen der Niedersächsischen Archivverwaltung, Band 36), Göttingen 1978.
- Manfred Hamann, Jörg Walter, Peter Bardehle (Bearb.): Übersicht über die Bestände des Niedersächsischen Hauptstaatsarchivs in Hannover. Band 3, Mittel- und Unterbehörden in den Landdrostei- bzw. Regierungsbezirken Hannover, Hildesheim und Lüneburg bis 1945 (= Veröffentlichungen der Niedersächsischen Archivverwaltung, Band 42), Göttingen 1983.
- Manfred Hamann, Christine van den Heuvel, Peter Bardehle (Bearb.): Übersicht über die Bestände des Niedersächsischen Hauptstaatsarchivs in Hannover. Band 4: Deposita. Kartenabteilung und Sammlungen bis 1945 (= Veröffentlichungen der Niedersächsischen Archivverwaltung, Band 47), Göttingen 1992.
- Friedrich-Wilhelm Schaer: Geschichte des Niedersächsischen Staatsarchivs in Oldenburg vom 17. bis zur Mitte des 20. Jahrhunderts (= Inventare und kleinere Schriften des Staatsarchivs in Oldenburg, Band 41), Oldenburg 1996.
- Walter Deeters (Bearb.): Übersicht über die Bestände des Niedersächsischen Staatsarchivs in Aurich (= Veröffentlichungen der Niedersächsischen Archivverwaltung, Band 53), Göttingen 1999.
- Hubert Höing (Bearb.): Übersicht über die Bestände des Niedersächsischen Staatsarchivs in Bückeburg (= Veröffentlichungen der Niedersächsischen Archivverwaltung, Band 57), Göttingen 2004.
- Horst-Rüdiger Jarck (Bearb.): Die Bestände des Staatsarchivs Wolfenbüttel (= Veröffentlichungen der Niedersächsischen Archivverwaltung, Band 60), Göttingen 2005.
- Christine van den Heuvel: Kleine Niedersächsische Archivkunde. Eine Orientierungshilfe für die Ausbildung zum/r Fachangestellten für Medien und Informationsdienste – Fachrichtung Archiv, Hannover 2007.
- Christine van den Heuvel, Gerd Steinwascher, Brage Bei der Wieden (Hrsg.): Geschichte Niedersachsens in 111 Dokumenten (= Veröffentlichungen des Niedersächsischen Landesarchivs, Band 1), 1. Auflage, Wallstein Verlag, Göttingen 2016, ISBN 978-3-8353-1960-8 und ISBN 3-8353-1960-4; Inhaltstext.